# Kuszewo (województwo zachodniopomorskie)
Kuszewo (niem. Weinberge) – osada sołecka w Polsce położona w województwie zachodniopomorskim, w powiecie drawskim, w gminie Czaplinek. W latach 1975–1998 miejscowość administracyjnie należała do województwa koszalińskiego. W roku 2007 osada liczyła 27 mieszkańców. 

## Geografia
Osada leży ok. 7,5 km na północny wschód od Czaplinka, ok. 500 m na północ od jeziora Komorze, przy drodze wojewódzkiej nr 171, między Czaplinkiem a Barwicami.